# Carlsbergforkastningen
Carlsbergforkastningen er en sidegren til Sorgenfrei–Tornquist-zonen.
Carlsbergforkastningen er en 400-700 meter bred brudzone som løber gennem København og Amager. I København løber den lige øst om Frederiksberg Have.
I den tid man har overvåget med seismografer, er der ikke registreret aktivitet i Carlsbergforkastningen.
Frederiksberg Kommune henter omkring halvdelen af sit vand derfra.